# لوئیس سمدو
لوئیس سمدو (انگلیسی: Luís Semedo؛ زادهٔ ۱۱ اوت ۲۰۰۳) بازیکن فوتبال اهل پرتغال است که در حال حاضر به صورت قرضی از باشگاه فوتبال ساندرلند، برای باشگاه فوتبال یوونتوس نکست جن بازی می‌کند. 
وی همچنین در تیم‌های ملی فوتبال زیر ۱۹ سال پرتغال و زیر ۲۰ سال پرتغال بازی کرده است.